# Estació da Luz

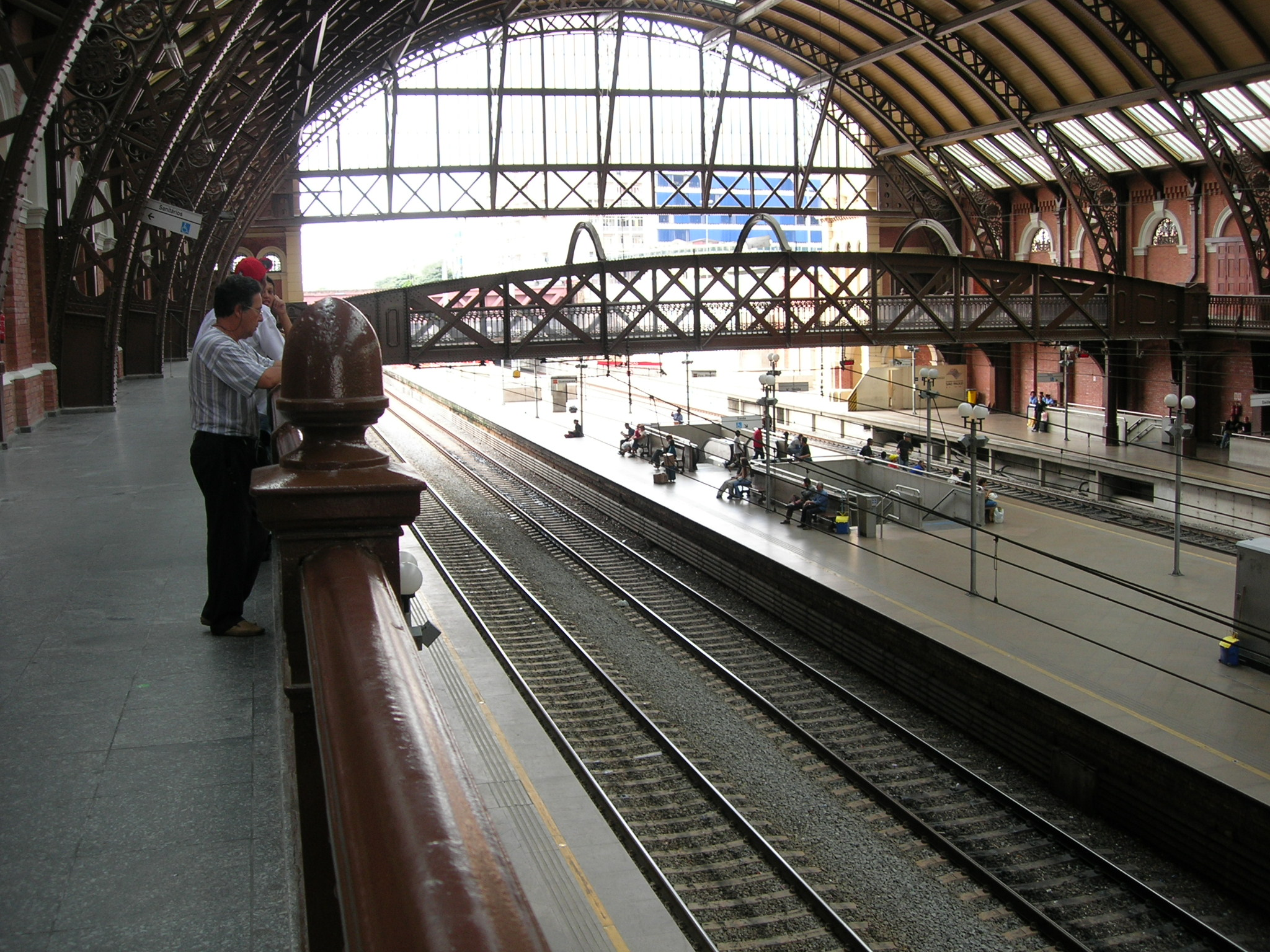
Interior de l'estació da Luz

L'estació da Luz (en portugués, Estação da Luz) és una coneguda estació de tren al barri da Luz, a São Paulo al Brasil. Forma part del sistema de trens metropolitans de la Companhia Paulista de Trens Metropolitanos (CPTM). L'estació alberga el Museu de la Llengua Portuguesa (Museu da Língua Portuguesa), inaugurat el 2006, per la qual cosa també se l'anomena Estação Llum da Nossa Língua.
L'estació va ser construïda en les acaballes del segle xix com a seu de la nova companyia São Paulo Tramway, Light and Power Company. En les primeres dècades del segle xx, va ser la principal porta d'entrada a la ciutat, però sobretot era important per a l'economia: hi transitava el cafè en direcció de Santos i arribaven els productes importats que proveïen la ciutat en una època en la qual el grau d'industrialització era baix. L'actual estació va ser construïda entre 1895 i 1901, al lloc de l'original Estação da Luz de 1867. Escollida en un catàleg anglès (és idèntica a una estació existent a Melbourne, Austràlia), tots els materials de construcció van ser importats d'Anglaterra i van ser simplement muntats a São Paulo. Els plans són atribuïts a l'enginyer anglès Henry Driver. En la dècada de 1940 l'estació va patir un incendi i, després de la reforma, s'hi va afegir una planta administrativa. A partir d'aquest període, el transport ferroviari va entrar en un procés d'ocàs a Brasil, i també el barri da Luz, amb la consegüent degradació de l'estació. En la dècada de 1990 va passar per una sèrie de reformes, una de les quals va ser encapçalada per l'arquitecte Paulo Mendes da Rocha.
L'estació és una espècie de temple a la magnitud del poder del cafè en la història de la ciutat. Alçada al costat del Jardí da Luz (Jardim da Luz), durant dècades la torre va dominar el paisatge paulista. El rellotge era la referència per a posar en hora els rellotges de polsera de la població. En el període d'increment de l'estació (o sigui, en les primeres dècades del segle xx, quan da Luz era una regió destacada a la ciutat), l'Estació formava part d'un conjunt arquitectònic que no només era una referència urbana sinó que també formava part de la vida quotidiana del municipi, constituint allò que es podria titllar com la imatge de la ciutat. L'estació, veïna del Jardim da Luz, era a costat de l'edifici de la Pinacoteca de l'Estat, un dels símbols de la regió da Luz, marcant els límits dels barris Bom Retiro i Campos Elisios. A més d'això, fins a mitjans dels anys 70, un tercer element completava aquell espai: en la perspectiva de l'avinguda Tiradentes hi havia, al davant a la Pinacoteca, un monument a la figura de Ramos d'Azevedo, arquitecte responsable del projecte de diversos edificis importants en aquell període.